# Kamatage, Khanapur
Kamatage là một làng thuộc tehsil Khanapur, huyện Belgaum, bang Karnataka, Ấn Độ.